# Аньєр (Женева)
Аньєр (фр. Anières) — громада  в Швейцарії в кантоні Женева.

## Географія
Громада розташована на відстані близько 125 км на південний захід від Берна, 9 км на північний схід від Женеви.
Аньєр має площу 3,9 км², з яких на 31,2% дозволяється будівництво (житлове та будівництво доріг), 63,9% використовуються в сільськогосподарських цілях, 5% зайнято лісами, 0% не є продуктивними (річки, льодовики або гори).

## Демографія
2019 року в громаді мешкало 2387 осіб (+2,6% порівняно з 2010 роком), іноземців було 32%. Густота населення становила 617 осіб/км².
За віковим діапазоном населення розподілялося таким чином: 24,2% — особи молодші 20 років, 58,8% — особи у віці 20—64 років, 17,1% — особи у віці 65 років та старші. Було 750 помешкань (у середньому 2,9 особи в помешканні).
Із загальної кількості 429 працюючих 50 було зайнятих в первинному секторі, 29 — в обробній промисловості, 350 — в галузі послуг.